# Damien Hirst
Damien Steven Hirst (Bristol, 7 giugno 1965) è un artista e imprenditore britannico, capofila del gruppo conosciuto come YBAs (Young British Artists).

## Biografia
Noto soprattutto per una serie di opere contraddittorie e provocanti, tra cui corpi di animali (come squali tigre, pecore e mucche) imbalsamati e immersi in formaldeide, vetrine con pillole o strumenti chirurgici o "mandala" costituiti di farfalle multicolori, o il celebre teschio ricoperto di diamanti, la morte è il tema centrale delle sue opere. Hirst domina la scena artistica britannica durante gli anni novanta, portandola alla ribalta internazionale. La sua veloce ascesa è strettamente legata alla vicinanza e promozione da parte del collezionista e pubblicitario anglo-iracheno Charles Saatchi, anche se le continue frizioni tra i due portarono nel 2003 alla fine della proficua collaborazione.
Manifesto della sua poetica è The Physical Impossibility Of Death In the Mind Of Someone Living (ovvero, L'impossibilità fisica della morte nella mente di un essere vivente), consistente in uno squalo tigre di oltre 4 metri posto in formaldeide dentro una vetrina. Quell'opera divenne il simbolo dell'arte britannica degli anni novanta. La vendita dell'opera nel 2004 ha reso Hirst l'artista vivente più caro dopo Jasper Johns. Intimamente legato non solo all'informale, ma anche all'action painting e alla pop art, è noto pure per le sue tecniche definite spin paintings, realizzate dipingendo su una superficie circolare in rotazione come un vinile sul giradischi, e spot paintings, consistenti in righe di cerchi colorati, spesso imitate dalla grafica pubblicitaria degli ultimi anni.
Nel 1995 Hirst vinse il premio Turner, avendo la meglio sugli altri tre finalisti: Mona Hatoum, Callum Innes e Mark Wallinger, dopo essere già stato candidato nel 1992. A 16 anni Hirst fu portato da un suo amico, che studiava biologia, a visitare l'obitorio di Leeds, e rimase particolarmente affascinato dai corpi che si ritrovò davanti. Altrettanto importante per la sua formazione fu l'aver lavorato, come centralinista, per la M.A.S. Research, una ditta di ricerche di mercato. Lì imparò che con una telefonata si può comprare qualsiasi cosa, anche uno squalo in Australia. Nell'occasione di dover comprare lo squalo, contattò il pescatore di pescecani Vic Hislop, che per seimila dollari, quattromila per la cattura e duemila per il viaggio sino a Londra, lo accontentò. Poliedrico e imprenditore, nel 1995 diresse un video per i Blur. Insieme a Matthew Freud ed altri, all'inizio del 1998 aprì Pharmacy, un bar-ristorante. Una volta chiuso Pharmacy gli arredi, progettati da Hirst, furono tutti battuti all'asta.
Rivoluzionario è anche il suo approccio alla clientela spesso bypassando i canali tradizionali delle gallerie e vendendo direttamente al pubblico attraverso aste milionarie o art-shop dedicati, per cui la prolifica produzione seriale degli spot-paintings o degli spin-painting ed i lavori di più modeste dimensioni permettono a molti galleristi, ma soprattutto a privati, di possedere un pezzo “prêt-à-porter” di Damien Hirst. Collaborazioni di Hirst con maison di moda si incanalano all'interno di una tendenza di commistione sempre più frequente tra il mondo artistico e quello dello stile, talvolta confondendo e i confini (il motivo del "teschio" o degli spot colorati saranno mainstream nell'abbigliamento e nel design).

### Opere

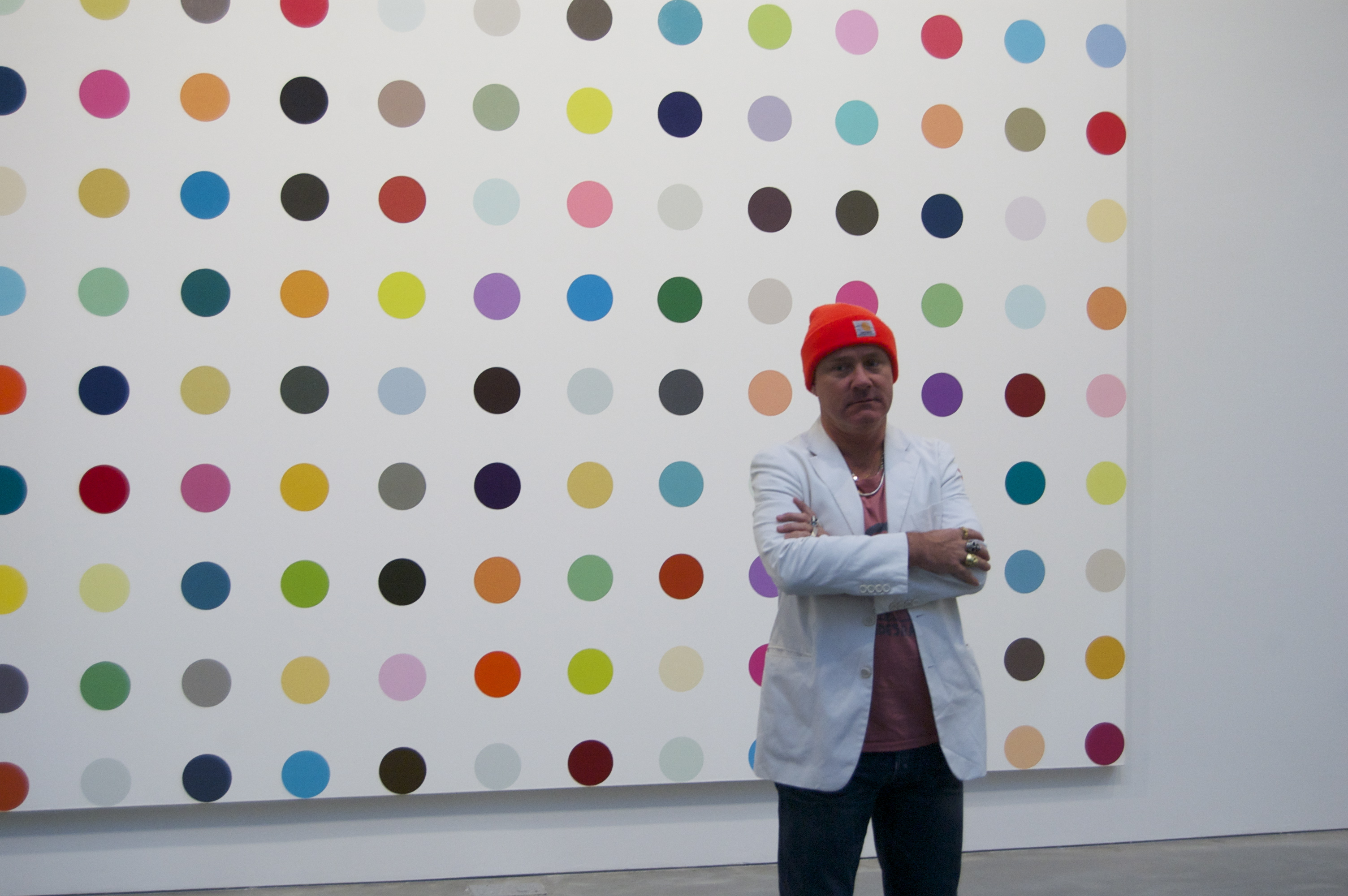
Damien Hirst davanti a una sua opera durante la sua mostra alla Gagosian Gallery di New York

Le opere di Hirst più note si interrogano sul senso dell'esistenza e sulle prospettive umane della mortalità, così come l'esorcizzare la morte attraverso lo strumento della medicina, della religione, della procreazione o dell'esaltazione della materialità.
Le tassidermie in formaldeide quali lo squalo tigre di Physical Impossibility of Death in the Mind of Someone Living sono sicuramente tra le opere più controverse, sia per l'uso degli animali nella produzione artistica, sia perché, proprio nel caso dello squalo, Hirst ridefinisce il concetto di copia, non multiplo, d'arte, riproponendo sul mercato a poca distanza un altro squalo in formaldeide che, battuto all'asta, supererà in valore l'originale.
Le vetrine con i medicinali meticolosamente organizzati, o le teche con le celebri pillole esposte come pietre preziose su fondi specchiati che rimandano l'immagine dell'osservatore che le ammira definiscono la venerazione sacrale verso questi rimedi contemporanei alla morte, sostituti della religione.
Quest'ultima entra in modo controverso nella produzione di Hirst. I mandala multicolori di ali di farfalla che ricreano rosoni di cattedrali gotiche e che vengono sottolineati con titoli tratti da passi dei Salmi, contrappongono il messaggio di ciclicità della vita e della sua fatuità con le promesse di redenzione eterna della cristianità. Oppure quando gli stessi oggetti sacri di venerazione vengono riproposti nelle loro letterali trasposizioni carnali quali il bue trafitto dai dardi del San Sebastiano, o la statua della Vergine partoriente di Holy Virgin, presentata semi scarnificata ad enfatizzarne la dimensione terrena. L'interrogativo del senso della vita viene in principio elaborato nel 1990 in A Thousand Years dove dentro una teca separata in due, l'assurdità del ciclo vitale viene crudamente presentata allo spettatore: da un lato una colonia di larve prima e mosche poi, tenta di raggiungere una testa di vitello mozzata posta nella seconda metà della teca, ma nel viaggio esse devono superare lo sbarramento di una griglia moschicida elettrificata. Questo concetto trova una potente conclusione nel teschio tempestato di diamanti di For the Love of God del 2007, opera che ha reso noto Hirst anche tra chi non frequenta abitualmente l'arte contemporanea.
Ironia e orrore, bellezza e crudeltà, nascita e morte sono i poli tra i quali oscilla il senso teatrale di un'opera che sa presentarsi sempre in modo diretto e inconfutabile. L'ambiguità del messaggio, che contrasta con la cieca violenza della forma, colpisce e fa centro. Sebbene appaia trasgressivo e irritante, poco educato, talvolta irresponsabile nell'elaborazione del suo punto di vista e alquanto sbrigativo nella gestione manageriale e cinica del proprio personaggio, è sorprendente verificare la qualità di sfumature che attraversano il suo lavoro e l'estrema lucidità con cui Hirst riesce a stabilire un livello di comunicazione immediata con lo spettatore.
I titoli delle opere di Hirst hanno una tale poetica che, molte volte, nascono ancor prima dell'opera stessa. Per Hirst non è un problema ammettere l'appropriazione di idee né da artisti famosi quali Koons, Richter, Nauman, Serra, Kounellis, Judd, né tanto meno da amici e compagni al Goldsmiths, come Marcus Harvey, concittadino di Leeds. Molto importanti sono anche le collaborazioni. Durante Some Went Mad, Some Ran Away alla Serpentine nel 1995, Hirst ha invitato Hiroshi Sugimoto, Andres Slominski, Michael Joo e Kiki Smith.
Il primo obiettivo di Hirst è di creare un avvenimento, ciò che importa non è l'arte ma lo shock che provoca. Per Hirst gli artisti sono come delle star ed i giornali trattano l'arte contemporanea e i suoi protagonisti con la stessa enfasi e le stesse modalità comunicative delle notizie scandalistiche. Hirst, come d'altronde molti grandi artisti da Warhol in poi, non crede più nella manualità dell'autore, ormai l'intento è comunicare idee, lui vuole essere un marchio. Oggi per Hirst lavorano una quarantina di persone, ma ci sono stati periodi in cui il numero si è addirittura raddoppiato.
Hirst ha assimilato e rimodellato l'idea di “ready made”, prima di Duchamp e poi di Warhol, non su semplici oggetti inanimati, cosa che già al tempo dei due predecessori aveva destato piuttosto scandalo, ma su esseri viventi, che una prima vita l'hanno già avuta, e nel vero senso della parola. Ma la capacità di Hirst non è quindi quella biblica di farli risuscitare, ma la loro nuova esistenza è quella immortale dedicata solo all'arte. Hirst riporta l'arte ad un coinvolgimento fisico, e non più esclusivamente emotivo, com'è diventata dall'Impressionismo in poi. Davanti a una teca con una pistola e una sigaretta lo spettatore è quasi obbligato a soffermarsi sui pensieri che invaderebbero il proprio cervello nel tempo che intercorre dall'accensione della sigaretta allo scatto del grilletto. Così come fece ad esempio Masaccio nella sua Trinità, con la frase incisa sotto lo scheletro, che induce il lettore a un'immedesimazione fisica obbligata.
Nel 2017, Hirst organizza una grande mostra a Venezia nei due musei di proprietà dell'amico Pinault - Palazzo Grassi e Punta della Dogana - presentando Treasures of the Wreck of the Unbelievable, ossia una raccolta di centinaia di oggetti nella finzione che sarebbero stati ritrovati in fondo all'oceano nel relitto di un'antica nave e simulanti la loro appartenenza a lontane civiltà.
Nel 2021 realizza la copertina di Certified Lover Boy, sesto album in studio del rapper canadese Drake. L'immagine, ritraente una serie di diverse variazioni dell'emoji della donna incinta, diventa in poco tempo virale, scatenando qualche polemica ma venendo anche messa al centro di parodie e citazioni.

### Esponente degli Young British Artists
Gli Young British Artists nascono intorno a una serie di mostre condotte da Damien Hirst, figura fondamentale del movimento, colui che ha contribuito a coadiuvarlo. Ripristinando la tradizione da Rembrandt a Chaïm Soutine che dipinsero carcasse di buoi, l'artista mostra la brutalità della vita e la costante presenza della morte anche come occasione di rinascita; nel trapasso lento o repentino dalla vita alla forma è centrale, esplicita e diretta l'influenza di Francis Bacon. Fra gli esponenti della sua generazione di YBAs, Hirst è forse l'unico a non aver ceduto alle lusinghe dell'immaginario massificato o al narcisismo autobiografico. L'ansia quasi romantica di fermare le immagini, di renderle esclusive e grandiose, rende avventuroso il suo processo creativo. Hirst è infatti un fantastico inventore di macchine visive, con le quali sembra voler rimescolare in una sorta di cocktail psichedelico le tematiche più profonde dell'immaginario collettivo.

### Omaggi e citazioni
- François Pinault, proprietario della holding francese Kering, gruppo mondiale di marchi del lusso, sport & Lifestyle e retail, e proprietario della casa d'aste Christie's, ha nella sua collezione diversi lavori di Hirst.
- L'artista inglese nel 2011 partecipa alla produzione della copertina dell'album dei Red Hot Chili Peppers.
- Nel 2013 la sua opera Isonicotinic Acid Ethyl Ester viene usata come copertina dell'album Love, Lust, Faith and Dreams dei Thirty Seconds to Mars.
- Viene citato nel romanzo: "I killer non vanno in pensione" di Francesco Recami. Sellerio 2022. Pag.277. È l'autore di un'opera con "primati".

## Aspetti controversi

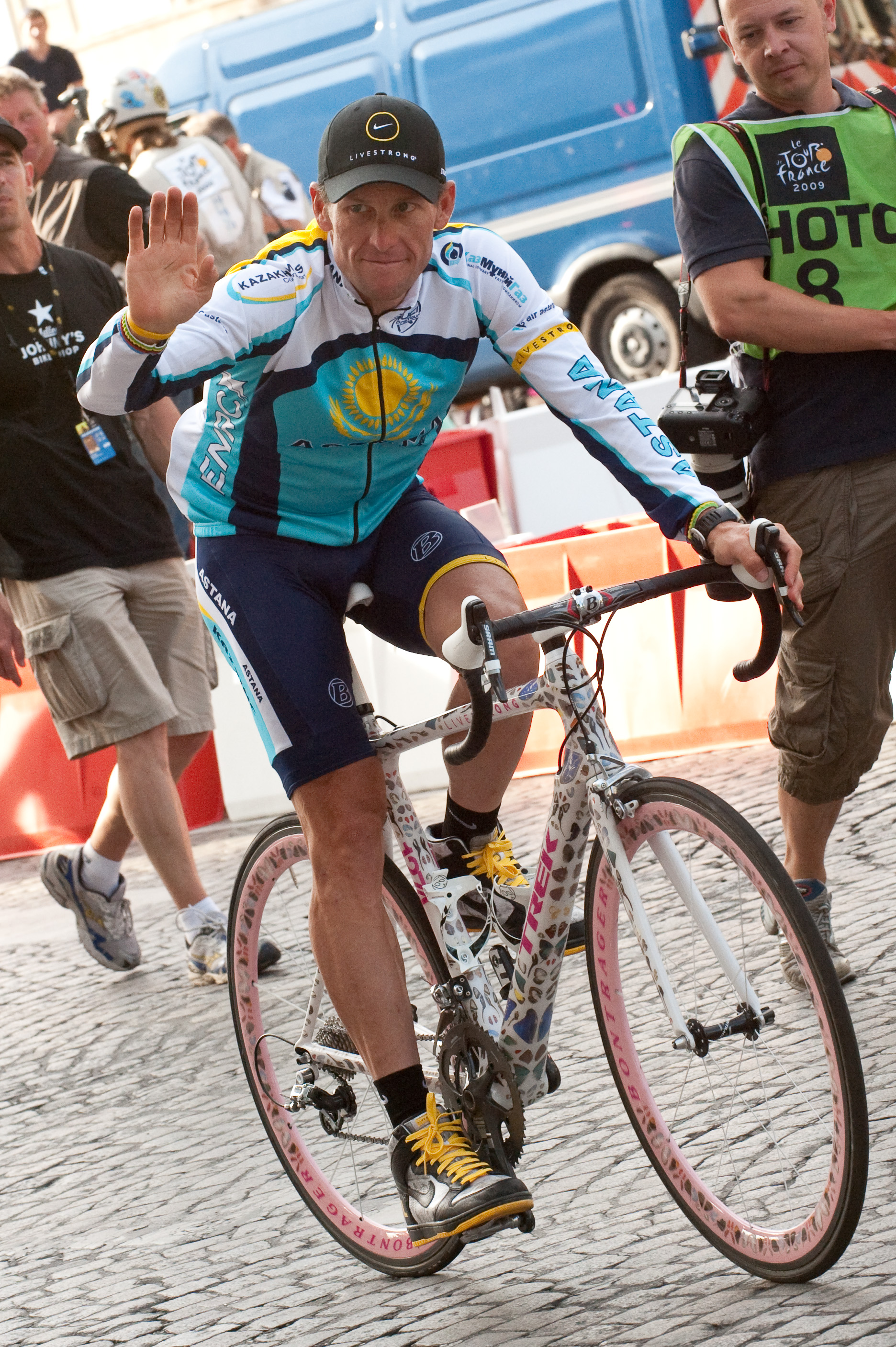
La bicicletta di Lance Armstrong decorata da Hirst.

Le sue opere sono contestate dagli animalisti per il fatto che l'oggetto artistico di Hirst è animale: uno o più animali che prima erano vivi. Damien Hirst ha replicato alle accuse degli animalisti, affermando che gli animali vengono acquistati già morti o al macello o morti di malattia, sebbene tra i suoi propositi l'artista abbia espresso il desiderio di avere un macello vicino al suo piano di lavoro.
Nel 2009 una delle sue opere consistette nel decorare la bicicletta da corsa di Lance Armstrong per il Tour de France, incollando ali di farfalle che egli stesso ed i suoi collaboratori hanno staccato dai corpi degli insetti.
Ci sono molti altri temi controversi nel lavoro di Hirst, uno di questi è l'atto del fumare e l'opera-simbolo è Party Time. Egli considera l'azione del fumare come un microcosmo dentro di sé: "Il pacchetto di sigarette è vita possibile, la sigaretta è proprio la vita reale, l'accendino è Dio perché dà carburante per il tutto e il posacenere è un cimitero, è come la morte". Damien è anche affascinato dal fatto che il fumo è un suicidio "teorico", nel senso che la morte non è auto-inflitta deliberatamente, ma la gente sa che sarà uccisa e continua a partecipare. Hirst ha affermato che "il concetto di un lento suicidio attraverso il fumo è un'idea veramente grande, una cosa potente da fare". Un altro tema costante nei lavori di Damien è la medicina, da cui è stato ossessionato per molti anni. L'ispirazione per i suoi pezzi "farmacia", è stato il desiderio di fare arte per la gente che crede davvero nella medicina..
In occasione dell'apertura di una retrospettiva dedicata all'artista presso la Tate Modern di Londra il critico Julian Spalding ha duramente attaccato l'artista affermando: «Quel che separa Michelangelo da Damien Hirst è che Michelangelo era un artista invece Damien Hirst non lo è. Le idee brillanti e profondamente commoventi di Michelangelo si manifestano in quello che ha realizzato; non erano bestemmie pretenziose schizzate fuori dalla cima della sua testa.». A queste dure considerazioni il critico Francesco Bonami ha scritto sulle pagine de La Stampa che: «Mettere in dubbio Hirst come artista significa azzerare la storia dell'arte degli ultimi cento anni.» Nel 2012 durante una retrospettiva dell'artista alla Tate Gallery di Londra, le opere in vendita di Hirst rimangono invendute.